# Karel František Pič
Karel František Pič (eller Carl Franz Pitsch), född den 5 februari 1786 i Batzdorf, Kejsardömet Österrike, död den 12 juni 1858 i Prag, Böhmen, Kejsardömet Österrike
, var en böhmisk orgelvirtuos och musikteoretiker. 
Pič ägnade sig, efter avslutade universitetsstudier i Prag, uteslutande åt tonkonsten. Han blev 1832 organist vid Nicolaikyrkan samt 1840 tillförordnad professor vid konservatoriet och följande år direktör och lärare vid organistskolan i Prag. 
Pič komponerade en del kyrkomusik.